# Consuelo Bautista
Consuelo Bautista (Bogotà, 1957) és una fotògrafa colombiana establerta a Catalunya. Desenvolupa projectes de fotografia documental d'autor. Entre ells, Cuba, Cuba y Cuba. A los invisibles, que li va merèixer el Premi Arts Plàstiques Ciutat de Barcelona; Raval, per encàrrec de l'Arxiu Fotogràfic de Barcelona, i Muertitos, a Mèxic. Col·laboradora habitual d'El País, també ha publicat a La Vanguardia i El Periódico de Catalunya. Membre fundador del Centre de Fotografia Documental de Barcelona LafotoBCN, associació per a la recuperació i la difusió del patrimoni fotogràfic de la ciutat.